# Laura Osinga
Laura Osinga (31 mei 1994) is een Nederlandse meteoroloog en voormalig musicalactrice.

## Biografie
Osinga startte op jonge leeftijd in het theater en speelde rollen in de musicals The Sound of Music en Annie. Ook werkte ze als stemacteur voor kinderprogramma's.

## Carrière
Osinga begon in 2019 als presentatrice van Weer of Geen Weer, een online programma van De Telegraaf.
In juni 2020 ging Osinga werken als meteoroloog bij Weerplaza.
In maart en april 2024 presenteerde Osinga de achtdelige serie Gebruikte Stenen voor de omroep NH. In mei van dat jaar maakte ze haar debuut op landelijke televisie bij het weerbericht in Hart van Nederland op SBS6. Daarnaast is ze presentatrice, onder meer bij RTV Noord-Holland en Spoorwegen TV.

## Privé
In augustus 2024 plaatste Osinga een bericht op haar Instagram dat ze een huis heeft gekocht in Harlingen.